# Anna Sofia Carlotta di Brandeburgo-Schwedt
Anna Sofia Carlotta di Brandeburgo-Schwedt (Berlino, 24 dicembre 1706 – Sangerhausen, 3 gennaio 1751) è stata una nobildonna tedesca membro del casato di Hohenzollern e per matrimonio duchessa di Sassonia-Eisenach.

## Biografia
Nata a Berlino, era la terza dei sette figli nati dal matrimonio del Margravio Alberto Federico di Brandeburgo-Schwedt, un fratello minore di Re Federico I di Prussia, e Maria Dorotea Kettler, per nascita Principessa di Curlandia e Semigallia. Dei sei fratelli e sorelle più grandi e più giovani di Anna Sofia Carlotta, solo quattro raggiunsero l'età adulta: tre fratelli (Carlo, Federico e Guglielmo; morirono tutti senza prole legittima) ed una sorella (Sofia Federica Albertina, per matrimonio Principessa di Anhalt-Bernburg).

## Matrimonio
A Berlino il 3 giugno 1723 Anna Sofia Carlotta sposò Guglielmo Enrico, Principe Ereditario di Sassonia-Eisenach come sua seconda moglie. Non ebbero figli.
Divenne duchessa consorte di Sassonia-Eisenach dopo l'ascesa del marito il 14 gennaio 1729.
Anna Sofia Carlotta morì a Sangerhausen all'età di 44 anni, essendo sopravvissuta al marito di nove anni. Fu sepolta ad Halle.

## Ascendenza
|                                                              |                     |                                                         | Genitori                                             |  |  | Nonni |  |  | Bisnonni                            |  |  | Trisnonni                              |  |
|                                                              |                     |                                                         |                                                      |  |  |       |  |  | 8. Giorgio Guglielmo di Brandeburgo |  |  | 16. Giovanni Sigismondo di Brandeburgo |  |
|                                                              |                     |                                                         |                                                      |  |  |       |  |  | 8. Giorgio Guglielmo di Brandeburgo |  |  | 16. Giovanni Sigismondo di Brandeburgo |  |
|                                                              |                     | 17. Anna di Prussia                                     |                                                      |  |  |       |  |  | 8. Giorgio Guglielmo di Brandeburgo |  |  |                                        |  |
| 4. Federico Guglielmo I di Brandeburgo                       |                     |                                                         |                                                      |  |  |       |  |  | 8. Giorgio Guglielmo di Brandeburgo |  |  |                                        |  |
|                                                              |                     | 9. Elisabetta Carlotta del Palatinato-Simmern           | 18. Federico IV del Palatinato                       |  |  |       |  |  |                                     |  |  |                                        |  |
|                                                              |                     | 9. Elisabetta Carlotta del Palatinato-Simmern           | 18. Federico IV del Palatinato                       |  |  |       |  |  |                                     |  |  |                                        |  |
|                                                              |                     | 9. Elisabetta Carlotta del Palatinato-Simmern           | 19. Luisa Giuliana di Nassau                         |  |  |       |  |  |                                     |  |  |                                        |  |
| 2. Alberto Federico di Brandeburgo-Schwedt                   |                     | 9. Elisabetta Carlotta del Palatinato-Simmern           |                                                      |  |  |       |  |  |                                     |  |  |                                        |  |
|                                                              |                     | 10. Filippo di Schleswig-Holstein-Sonderburg-Glücksburg | 20. Giovanni di Schleswig-Holstein-Sonderburg        |  |  |       |  |  |                                     |  |  |                                        |  |
|                                                              |                     | 10. Filippo di Schleswig-Holstein-Sonderburg-Glücksburg | 20. Giovanni di Schleswig-Holstein-Sonderburg        |  |  |       |  |  |                                     |  |  |                                        |  |
|                                                              |                     | 10. Filippo di Schleswig-Holstein-Sonderburg-Glücksburg | 21. Elisabetta di Brunswick-Grubenhagen              |  |  |       |  |  |                                     |  |  |                                        |  |
| 5. Sofia Dorotea di Schleswig-Holstein-Sonderburg-Glücksburg |                     | 10. Filippo di Schleswig-Holstein-Sonderburg-Glücksburg |                                                      |  |  |       |  |  |                                     |  |  |                                        |  |
|                                                              |                     | 11. Sofia Edvige di Sassonia-Lauenburg                  | 22. Francesco II di Sassonia-Lauenburg               |  |  |       |  |  |                                     |  |  |                                        |  |
|                                                              |                     | 11. Sofia Edvige di Sassonia-Lauenburg                  | 22. Francesco II di Sassonia-Lauenburg               |  |  |       |  |  |                                     |  |  |                                        |  |
|                                                              |                     | 11. Sofia Edvige di Sassonia-Lauenburg                  | 23. Maria di Brunswick-Lüneburg                      |  |  |       |  |  |                                     |  |  |                                        |  |
| 1. Anna Sofia Carlotta di Brandeburgo-Schwedt                |                     | 11. Sofia Edvige di Sassonia-Lauenburg                  |                                                      |  |  |       |  |  |                                     |  |  |                                        |  |
|                                                              | 12. Giacomo Kettler | 24. Guglielmo Kettler                                   |                                                      |  |  |       |  |  |                                     |  |  |                                        |  |
|                                                              | 12. Giacomo Kettler | 24. Guglielmo Kettler                                   |                                                      |  |  |       |  |  |                                     |  |  |                                        |  |
|                                                              | 12. Giacomo Kettler | 25. Sofia di Prussia                                    |                                                      |  |  |       |  |  |                                     |  |  |                                        |  |
| 6. Federico Casimiro Kettler                                 | 12. Giacomo Kettler |                                                         |                                                      |  |  |       |  |  |                                     |  |  |                                        |  |
|                                                              |                     | 13. Luisa Carlotta di Brandeburgo                       | 26. Giorgio Guglielmo di Brandeburgo (= 8)           |  |  |       |  |  |                                     |  |  |                                        |  |
|                                                              |                     | 13. Luisa Carlotta di Brandeburgo                       | 26. Giorgio Guglielmo di Brandeburgo (= 8)           |  |  |       |  |  |                                     |  |  |                                        |  |
|                                                              |                     | 13. Luisa Carlotta di Brandeburgo                       | 27. Elisabetta Carlotta del Palatinato-Simmern (= 9) |  |  |       |  |  |                                     |  |  |                                        |  |
| 3. Maria Dorotea di Curlandia                                |                     | 13. Luisa Carlotta di Brandeburgo                       |                                                      |  |  |       |  |  |                                     |  |  |                                        |  |
|                                                              |                     | 14. Enrico di Nassau-Siegen                             | 28. Giovanni VII di Nassau-Siegen                    |  |  |       |  |  |                                     |  |  |                                        |  |
|                                                              |                     | 14. Enrico di Nassau-Siegen                             | 28. Giovanni VII di Nassau-Siegen                    |  |  |       |  |  |                                     |  |  |                                        |  |
|                                                              |                     | 14. Enrico di Nassau-Siegen                             | 29. Margherita di Schleswig-Holstein-Sonderburg      |  |  |       |  |  |                                     |  |  |                                        |  |
| 7. Sofia Amalia di Nassau-Siegen                             |                     | 14. Enrico di Nassau-Siegen                             |                                                      |  |  |       |  |  |                                     |  |  |                                        |  |
|                                                              |                     | 15. Maria Maddalena di Limburg-Stirum                   | 30. Giorgio Ernesto di Limburg Stirum                |  |  |       |  |  |                                     |  |  |                                        |  |
|                                                              |                     | 15. Maria Maddalena di Limburg-Stirum                   | 30. Giorgio Ernesto di Limburg Stirum                |  |  |       |  |  |                                     |  |  |                                        |  |
|                                                              |                     | 15. Maria Maddalena di Limburg-Stirum                   | 31. Maddalena di Bentheim                            |  |  |       |  |  |                                     |  |  |                                        |  |
|                                                              |                     | 15. Maria Maddalena di Limburg-Stirum                   |                                                      |  |  |       |  |  |                                     |  |  |                                        |  |